# Lee Jun-ho
Pour les articles homonymes, voir Lee.
Dans ce nom coréen, le nom de famille, Lee, précède le nom personnel.
Lee Jun-ho (coréen : 이준호), également connu sous le mononyme Junho (coréen : 준호), né le 25 janvier 1990 à Goyang, est un chanteur, danseur et acteur sud-coréen. Il fait partie du groupe 2PM.

## Biographie
Lee Jun-ho commence sa carrière en tant que membre du boy group 2PM en 2008. Il commence ensuite sa carrière solo en 2013 au Japon.
Lee Jun-ho a fait ses débuts au cinéma dans le thriller d'action Cold Eyes, où il impressionne les téléspectateurs par son jeu d'acteur.
En avril 2025, après 17 ans de collaboration, Lee Jun-ho décide de quitter JYP Entertainment à la suite de la fin de son contrat avec l'agence.

## Discographie
Albums sud-coréens
- One (2015)
- Two (2019)

Albums japonais
- One ~ Japan Special Edition ~ (2015)
- Junho The Best (2018)

EP sud-coréens
- Canvas (2017)

EP japonais
- Kimi no Koe (2013)
- Feel (2014)
- So Good (2015)
- DSMN (2016)
- 2017 S/S (2017)
- Winter Sleep (2018)
- Souzou (2018)

## Filmographie

### Films
| Année | Titre                 | Titre original     | Réalisateur     | Rôle          | Note(s)         | Réf.  |
| ----- | --------------------- | ------------------ | --------------- | ------------- | --------------- | ----- |
| 2013  | Cold Eyes             | 감시자들           | Cho Ui-seok     | Squirrel      | Role secondaire | [ 4 ] |
| 2015  | Twenty                | 스물               | Lee Byeong-heon | Kang Dong-woo | Rôle principal  | [ 5 ] |
| 2015  | Memories Of The Sword | 협녀, 칼의 기억    | Park Heung-shik | Yool          | Role secondaire | [ 6 ] |
| 2019  | Rose and Tulip        | 薔薇とチューリップ | Teruo Noguchi   | Nero / Daewon | Rôle principal  | [ 7 ] |
| 2019  | Homme Fatale          | 기방도령           | Nam Dae-jung    | Heo Saek      | Rôle principal  | [ 8 ] |

### Séries télévisées
| Année   | Titre               | Titre original     | Chaîne  | Rôle                  | Note(s)        | Réf.   |
| ------- | ------------------- | ------------------ | ------- | --------------------- | -------------- | ------ |
| 2016    | Memory              | 기억               | tvN     | Jung Jin              | Rôle principal | [ 9 ]  |
| 2016    | Uncontrollably Fond | 함부로 애틋하게    | KBS2    | Lui-même              | Caméo (ép. 4)  | [ 10 ] |
| 2017    | Good Manager        | 김과장             | KBS2    | Seo Yul               | Rôle principal | [ 11 ] |
| 2017    | Rain or Shine       | 그냥 사랑하는 사이 | JTBC    | Lee Gang-du           | Rôle principal | [ 12 ] |
| 2018    | Wok Of Love         | 기름진 멜로        | SBS     | Seo Poong             | Rôle principal | [ 13 ] |
| 2019    | Confession          | 자백               | tvN     | Choi Do-hyeon         | Rôle principal | [ 14 ] |
| 2021    | The Red Sleeve      | 옷소매 붉은 끝동   | MBC     | Yi San                | Rôle principal | [ 15 ] |
| 2022    | King the Land       | 킹더랜드           | JTBC    | Gu Won                | Rôle principal | [ 16 ] |
| 2023    | Celebrity           | 셀러브리티         | Netflix | Personnel d'entretien | Caméo (ép. 12) | [ 17 ] |
| 2023    | My Dearest          | 연인               | MBC     | Un homme              | Caméo (ép. 1)  | [ 18 ] |
| À venir | Typhoon Company     | 태풍상사           | tvN     | Kang Tae-pung         | Rôle principal | [ 19 ] |
| À venir | Cashero             | 캐셔로             | Netflix | Kang Sang-woong       | Rôle principal | [ 20 ] |